# Riera de Ribes
La riera de Ribes, con un recorrido total de 18  kilómetros, es un colector de diversos cursos de agua que discurre por las comarcas barcelonesas del Alto Panadés y el Garraf.
Nace en el término municipal de Las Cabañas en el Alto Panadés y durante su camino recibe el aporte de diferentes torrentes que se unen para formar el de “Can Herrero de Lagunablanca”, y más adelante, las aguas de Olivella. También confluyen en él las aguas de la riera de Begues y las de la de Jafra, entre otras. La riera de Begues se encuentra formada, a su vez, por diversas corrientes de agua, como la riera de Oleseta, los torrentes de los Pelagones, de los Trullols, de las Zarzas, del Querol y del Pozo de la Viña.
La confluencia de las rieras de Ribes y de Begues en el término municipal de San Pedro de Ribas amplía la riera de Ribes, que después de rodear todo el pueblo y recibir las aguas procedentes del Monte grande canalizadas por el torrente de la Espluga, se junta con la riera de Jafra, cerca del lugar denominado “Can Cuadras de la Timba”. Después de este recorrido, entra en el término de Sitges, desembocando en el Mar Mediterráneo, en la zona conocida como “Cabo de los Grillos”, en la misma costa de Sitges.